# Indian Head n.º 156
Indian Head n.º 156 es un municipio rural canadiense situado en la provincia de Saskatchewan.

## Superficie
Indian Head n.º 156 tiene una superficie de 745,38 km².

## Demografía
En 2021, tenía 362 habitantes, una densidad poblacional de 0,5 hab./km², y 153 viviendas.